# Yaginumaella nanyuensis
Yaginumaella nanyuensis là một loài nhện trong họ Salticidae.
Loài này thuộc chi Yaginumaella. Yaginumaella nanyuensis được Xie & Peng miêu tả năm 1995.